# Полаткино
Полаткино (мар. Полатсола) — деревня в Волжском районе Республики Марий Эл России. Входит в состав Сотнурского сельского поселения.

## География
Деревня находится в юго-восточной части республики, в пределах Мари-Турекского плато, в зоне хвойно-широколиственных лесов, на берегах речки Кугуеркорем, на расстоянии примерно 38 километров (по прямой) к северо-востоку от города Волжска, административного центра района, и в 3,5 км по прямой к северо-северо-западу от центра сельского поселения, села Сотнур. Абсолютная высота — 116 метров над уровнем моря.

### Климат
Климат характеризуется как континентальный, умеренно влажный, с длительной снежной зимой и коротким жарким летом. Среднегодовая температура воздуха — 2,3 °С. Средняя температура воздуха самого тёплого месяца (июля) — 18,2 °C (абсолютный максимум — 38 °C); самого холодного (января) — −13,7 °C (абсолютный минимум — −47 °C). Среднегодовое количество атмосферных осадков составляет 491 мм, из которых 352 мм выпадает в период с апреля по октябрь.

### Часовой пояс
Деревня Полаткино, как и вся Марий Эл, находится в часовой зоне МСК (московское время). Смещение применяемого времени относительно UTC составляет +3:00.

## История
По исследованиям И. С. Галкина и О. П. Воронцовой, название деревни образовано от имени собственного «Полат». Известна с 1796 года как починок Полаткин, находившийся по обе стороны безымянного оврага, где было 15 дворов, а души во время ревизии были приписаны к селу Сотнур. В 1839 году здесь числилось 5 дворов и 27 жителей мужского пола.
В списке населённых мест Казанской губернии по данным 1859 года в казённом околотке Полатсола 2-го стана Царевококшайского уезда при овраге и речке Кужерке насчитывалось 93 жителя (38 мужчин, 55 женщин) в 9 дворах. Жители пользовались ключевой водой.
По данным 1887 года в околотке Полаткин Сотнурской волости того же уезда проживало 162 человека в 24 дворах, из них 158 марийцев и 4 русских. Жители держали 56 лошадей, 74 головы крупного и 128 голов мелкого рогатого скота. В конце XIX века работали водяная мельница и бакалейная лавка. В начале XX века (1902—1905 годы) в околотке той же волости жил 191 человек (89 мужчин, 102 женщины) в 33 дворах.
В 1923 году деревня Полаткино входила в состав Сотнурской волости Краснококшайского кантона, в ней проживало 252 человека в 42 дворах, в основном марийцы. На 1 января 1925 года — в составе Сотнурского райсельсовета Звениговского кантона. В деревне проживало 250 марийцев и 3 русских.
В 1935 году был организован колхоз «Трудовик». В 1940 году в его состав входило 52 двора и 245 человек. В конюшне содержались 67 лошадей, в коровнике — 17 голов крупного рогатого скота, также имелось 43 овцы в овчарне, 87 голов птицы и 49 пчелосемей. Из сельскохозяйственных орудий было 42 конных плуга, веялка, аппарат для протравливания семян и другие орудия, для перевозки грузов использовали телеги и сани. Для хранения урожая были 5 зернохранилищ, 4 риги и крытый ток. В то время деревня была в составе Сотнурского сельсовета Сотнурского района. В 1940 году председатель колхоза Семён Егорович Егоров участвовал в ВСХВ в Москве. В годы Великой Отечественной войны на фронт ушли 48 человек, из них 26 человек погибли.
В 1956 году деревня перешла в состав Волжского района. В 1950-х годах деревня входила в состав колхоза им. Ленина, в 1963—1965 годах — в составе колхоза им. XXII съезда партии, затем до 1978 года — вновь в составе колхоза им. Ленина. В декабре 1978 года деревня Шарембал вошла в состав колхоза им. Карла Маркса.
По переписи 1970 года в деревне проживал 421 человек (197 мужчин, 224 женщины), преобладали марийцы. По переписи 1979 года — 305 человек (146 мужчин, 159 женщин), также преобладали марийцы. В 1980 году по данным текущего учёта в деревне проживало 272 жителя (130 мужчин и 142 женщины, в основном марийцы) в 71 хозяйстве. В личном пользовании жителей было 32 велосипеда и 5 мотоциклов. По деревне проходила грунтовая дорога. Были телевизоры и радио, жители пользовались электричеством и колодезной водой. Имелись продовольственный магазин и почтовый ящик. Участковая больница находилась в селе Сотнур.
В 1992 году колхоз им. Карла Маркса был реорганизован в коллективно-долевое предприятие «Шайра кундем», с 2001 года — производственная сельскохозяйственная артель «Шайра кундем».

## Население
| 2002 | 2010 | 2021 |
| ---- | ---- | ---- |
| 142  | ↘104 | ↘96  |

Согласно результатам переписи 2002 года в деревне проживало 142 человека (73 мужчины и 69 женщин), марийцы (100 %). По данным текущего учёта на 2002 год — 183 жителя (в основном пожилого возраста) в 57 дворах.
По переписи 2010 года — 104 человека (55 мужчин и 49 женщин). По переписи 2021 года в деревне проживало 96 человек, все марийцы. При этом 95 человек использовали русский язык и 85 человек — марийский язык. Наиболее распространённые фамилии — Ивановы, Захаровы, Андреевы.

## Инфраструктура
Жилая застройка представлена индивидуальными жилыми домами общей площадью 1,91 тыс. м² по состоянию на начало 2023 года. Дорога до деревни асфальтирована. Деревня не газифицирована, водопровод также отсутствует.
Население имеет приусадебные участки размером до 40 соток, на 2002 год жители деревни содержали 50 голов крупного рогатого скота, 11 свиней, 114 овец, 8 коз, 4 лошади, 10 пчелосемей и 178 голов птицы. Фермерских хозяйств не было. Жители посещали церкви села Сотнур и деревни Петъял, а также священную рощу. Имелись 1 легковой автомобиль, 2 трактора и 5 мотоциклов; в 4 домах имелись телефоны. Во всех домах были радио и телевизоры. Начальная школа, клуб и магазин находились в деревне Шарибоксад, средняя школа и магазины — в селе Сотнур.